# HD 59256
HD 59256，又名CD-28 4383，SAO 173799、HR 2863，是一颗恒星，视星等为5.54，位于銀經242.88，銀緯-5.67，其B1900.0坐标为赤經7h 24m 0.9s，赤緯-28° -5.67′ 7″。